# 사우로펠타
사우로펠타(Sauropelta)는 중생대 백악기 전기(약 1억 3,800만년 전~1억 2,500만년 전)에 서식한 4족보행의 초식공룡이다. '조반류'-'장순아목'-'노도사우루스과'에 속한다. 학명은 그리스어 "sauros"(영어:lizard)와 "pelte"(영어:shield)가 합쳐져 만들어진 것으로, "도마뱀 방패"라는 의미를 갖고 있다. 화석은 미국 몬태나주에서 발견되었다. 전체 몸길이는 약 6m, 체중은 2t정도 되었을 것으로 추정된다. 유일하게 발견된 두개골 화석에서는 입 부분이 없기 때문에 정확한 길이는 알 수 없지만, 두개골은 폭은 약 35cm정도 되었을 것으로 추정된다. 사우로펠타는 40개 이상의 척추뼈로 이루어진 긴 꼬리를 가졌을 것으로 보인다.